# Роберт Сиодмак
Роберт Сиодмак (Дрезден, 8. август 1900 — Аскона, 10. март 1973) био је немачки филмски редитељ. Радио је у Немачкој, Европи и Сједињеним Америчким Државама. Највише га памте као специјалисту за трилере и по серији ноар филмова које је снимио 1940-их, попут Убице (1946).

## Младост
Сиодмак је рођен као син Росе Филипин (рођене Блум) и Игњаца Сиодмака и брат Курта, Вернера и Роланда. Његови родитељи су били из јеврејских породица у Лајпцигу (мит о његовом америчком рођењу у Мемфису, Тенеси, био му је неопходан да би добио визу у Паризу током Другог светског рата). Радио је као режисер и банкар пре него што је 1925. постао монтажер и сценариста за Кертис Бернхард (Бернхард је режирао филмСукоб 1945.).
Са двадесет и шест година ангажовао га је његов рођак, продуцент Симор Небензал, да састави оригиналне нијеме филмове од снимка старих филмова. Сиодмак је радио на овоме две године пре него што је убедио Небензала да финансира свој први играни филм, нијемо ремек-дело, Menschen am Sonntag (Људи у недељу) 1929. године. Сценарио су заједно написали Били Вајлдер и Сиодмаков брат Курт Сиодмак, касније сценариста Вукодлака (1941). Био је то последњи немачки тихи, а укључивао је и будуће холивудске уметнике као што су Фред Зинеман, Едгар Г. Улмер и Еуген Шуфтан. Његов следећи филм — први на УФА који је користио звук — била је комедија Abschied из 1930. за писце Емерика Пресбургера и Ирму фон Коцка, праћена Der Mann, der seinen Mörder such, још једна комедија, али сасвим другачија од ранијих филмова. Али у свом следећем филму, крими трилеру Stürme der Leidenschaft, са Емилом Јанингсом и Аном Стен, Сиодмак је пронашао стил по којем ће постати касније препознат.
Са успоном нацизма и након напада у штампи од стране Хитлеровог министра пропаганде Јозефа Гебелса 1933. након гледања Brennendes Geheimnis (Горећа тајна), Сиодмак је напустио Немачку и отишао у Париз. Његова креативност је цветала, јер је наредних шест година радио у различитим филмским жанровима, од комедије (Le sexe faible и La Vie Parisienne) преко мјузикла (La crise est finie) до драме (Mister Flow, Cargaison blanche, Mollenard). Док је био у Француској, био је на добром путу да постане наследник Ренеа Клера, све док га Хитлер поново није истерао из земље. Сиодмак је стигао у Калифорнију 1939. године, где је снимио 23 филма, од којих су многи били широко популарни трилери и крими мелодраме, које данас критичари сматрају класицима филма ноара.

## Холивудска каријера
Почевши од 1941. године, прво је снимио неколико Б-филмова и програмера за различите студије пре него што је 1943. склопио седмогодишњи уговор са Universal Studios. Најбољи од тих раних филмова су трилер Летење ноћу из 1942. са Ричардом Карлсоном и Ненси Кели, и 1943. Неко за памћење, са Мејбл Пејџ у главној улози. Као директор куће, његове услуге су често коришћене за спасавање проблематичних продукција у студију. У продукцији Марка Хелингера Swell Guy (1946), на пример, Сиодмак је доведен да замени Френка Тутла само шест дана након завршетка рада на Убицама. Сиодмак је стално радио док је био под уговором, у сенци режисера високог профила, попут Алфреда Хичкока, са којим су га штампа често упоређивали.
У Универзалу, Сиодмак је снимио још један Б-филм, Son of Dracula (1943), трећи у студијској серији филмова о Дракули (заснован на оригиналној причи његовог брата Курта ). Његов други филм био је Жена Кобра (1944), направљено у Техниколору.
Његов први свеобухватни ноир био је Phantom Lady (1944), за продуценткињу Џоан Харисон, прву директорку Универзала и бившу секретарицу и помоћницу за сценарио Алфреда Хичкока. Приказао је Сиодмакову вештину са камером и монтажом до задивљујућег ефекта. Након критичног успеха Phantom Lady, Сиодмак је режирао Божићне празнике (1944) са Дијаном Дурбин и Џином Кели (Ханс Џеј Салтер је номинован за Оскара за најбољу музику). Почевши од овог филма, његов рад у Холивуду добија стилске и тематске карактеристике које су евидентне у његовим каснијим ноировима. Божићни празник, адаптиран по роману В. Самерсета Мома, Хермана Џ. Манкевиц-а, био је Дурбинов најуспешнији филм. Сиодмакова употреба црно-беле кинематографије и урбаних пејзажа, заједно са његовим дизајном светла и сенке, пратила је основну структуру класичних ноир филмова. У ствари, имао је бројне сарадње са кинематографима, као што су Николас Мусурака, Елвуд Бредел и Франц Планер, у којима је постигао експресионистички изглед који је гајио у својим раним годинама у УФА. Током Сиодмаковог мандата, Универзал је максимално искористио ноир стил у The Suspect, The Strange Affair of Uncle Harry и The Dark Mirror, и његово врхунско остварење Убице. Објављен 1946. године, био је то филмски деби Берта Ланкастера и прва драмска улога Аве Гарднер. Критички и финансијски успех, донео је Сиодмаку његову једину номинацију за Оскара за режију у Холивуду. Његова филм на немачком Nachts, wenn der Teufel kam, заснован је на лажном причи о Бруну Лудкеу, којег су нацисти лажно оптужили да је серијски убица, је номинована за Оскара за најбољи филм на страном језику 1957.
Док је још увек био под уговором са Универзалом, Сиодмак је радио на позајмици за РКО за продуцента Дора Шарија у трилеру The Spiral Staircase, мајсторски спој неизвесности и хорора, за који је Сиодмак рекао да је монтирао како је хтео, због штрајка у Холивуду 1945. године. Филм је донео Етел Баримор номинацију за Оскара за најбољу споредну глумицу. За 20th Century Studios и продуцента Дарила Ф. Занука, режирао је, дијелом на локацији у Њујорку, крими ноар Cry of the City 1948. године, а 1949. за МГМ се позабавио његовом луксузном продукцијом Велики грешник, али је проликсиран сценарио показао се неуправљивим за Сиодмака који је препустио режирање Мервину Лероју. На кратком раду за Парамаунт 1949. године, направио је за продуцента Хала Б. Волиса свој претпоследњи амерички ноар The File on Thelma Jordon, са Барбаром Станвик. Сиодмак је у овом филму видео тематску везу са Осумњиченим и Чудном афером ујка Харија, са пропалим заљубљеницима у ове филмове и значајно њиховим трагичним закључцима (десет година касније на исту тему се позабавио у Грубим и глатким). Можда је његов најбољи амерички ноар – иако не и последњи – Крис Крос који је требало да га споји не само са Ланкастером, већ и продуцентом Убица Марком Хелингером, који је изненада умро пре него што је снимање почело 1949. г. Поново радећи без Хелингерове практичне контроле, Сиодмак је успео да направи свој филм као што није могао претходни филм.
Сиодмак се удубио у креативни процес и искрено је волео да ради са глумцима, стекавши репутацију глумачког редитеља због свог рада са многим будућим звездама, укључујући Бурта Ланкастера, Ернеста Боргнајна, Тонија Кертиса, Дебру Паџет, Марију Шел, Марија Адорфа, Аву Гарднер, Оливија де Хевиленд, Дороти Макгвајер, Ивон Де Карло, Барбара Стенвик, Џералдина Фицџералд и Ела Рејне.
Режирао је Чарлса Лотона (блиског пријатеља) и Џорџа Сандерса, и добио је од обојице можда најневероватније, најприродније и недовољно глумљене представе у њиховим каријерама. Од Лона Чејнија, млађег, извукао је неуобичајено контролисану и хладно претећу представу за Сина Дракуле. Успео је са Ланкастером да ухвати младалачку рањивост у Убицама, упркос годинама глумца (имао је 33 године). Успео је да добије веродостојну, драматичну представу од Џина Келија. Такође је помогао у афирмацији јавног профила Аве Гарднер.

## Повратак у Европу
Пре него што је отишао у Европу 1952. године, након продукционо проблематичног филма The Crimson Pirate за Norma Productions (дистрибуисану преко Warner Bros.) и продуцента Харолда Хекта, његовог трећег и последњег филма са Буртом Ланкастером (Сиодмак је хаотично искуство назвао The Hecht Follies), Сиодмак је режирао неке од најбољих нор филмова тог доба (укупно дванаест), више него било који други редитељ који је радио у том стилу. Међутим, његово поистовећивање са филмом ноар, генерално непопуларним код америчке публике, можда је било више проклетство него благослов.
Често је изражавао жељу да прави филмове „другог типа и позадине” од оних које је радио десет година. Ипак, раскинуо је свој уговор са Универзалом са последњим ноаром, разочаравајућим Deported (1951) који је делимично снимио у иностранству (Сиодмак је био међу првим избегличким редитељима који су се вратили у Европу након снимања америчких филмова). Прича је углавном заснована на депортацији гангстера Чарлса „Лакија“ Лучана. Сиодмак се надао да ће Лорета Јанг глумити, али се задовољио шведском глумицом Мартом Торен.
Оне „другачије врсте“ филмова које је снимио —The Great Sinner (1949) за МГМ, Time Out of Mind (1947) за Универзал (који је Сиодмак такође продуцирао), The Whistle at Eaton Falls (1951) за Columbia Pictures (повратак Дороти Гиш на филмска платна) – показало се да све то не одговара његовом ноар сензибилитету (иако је филм из 1952. The Crimson Pirate, упркос тешким продукционим условима, био изненађујуће пријатно остварење – у ствари, Ланкастер је веровао да је инспирација за насмејани стил филмова о Џејмсу Бонду).
Пет месеци колико је сарађивао са Бадом Шулбергом на сценарију под условним називом Камен у реци Хадсон, раној верзији филма На доковима Њијорка, такође је било велико разочарење за Сиодмака. Године 1954. тужио је продуцента Сема Шпигела због кршења ауторских права. Сиодмак је добио 100.000 долара, али без кредита на шпица. Његов допринос оригиналном сценарију никада није признат.
Сиодмаков повратак у Европу 1954. са номинацијом за Велику награду на Филмском фестивалу у Кану за римејк филма Le grand jeu Жака Фејдера био је лош за његову каријеру, поред глумачких звезда које су глумиле у филму. Године 1955, Сиодмак се вратио у Савезну Републику Немачку да би снимио Die Ratten, са Маријом Шел и Курд Јиргенс, освојивши Златног берлинског медведа на Берлинском филмском фестивалу 1955. године. Био је то први у низу филмова који критикују његову домовину, за време и после Хитлера, који укључује Nachts, wenn der Teufel kam и апсурдистичку комедију Mein Schulfreund  о поштанском раднику који покушава да обнови контакт са својим другом из детињства Херманом Герингом. У априлу 1958. Сиодмак је постао извршни директор у филмској продукцијској компанији Кирка Дагласа Bryna Productions, као европски представник.
Између ових филмова и Mein Vater, der Schauspieler 1956, са О. В. Фишером (западнонемачки Рок Хадсон), ушао је на територију Дагласа Сирка са мелодрамом Доротеа Ангерман 1959, са немачком звездом Рут Лојверик. Касније исте године отишао је из Немачке у Велику Британију да би снимио The Rough and the Smooth, са Нађом Тилер и Тонијем Бритоном, још једним ноаром, али много подлијим и суморнијим од било чега што је направио у Америци (упоредите његов лош завршетак са оним у Тхе Фајл о Телми Џордан). Уследио је са Катјом и 1959. године, причу о царској Русији, са двадесетједногодишњом Роми Шнајдер, погрешно названом у Америци Величанствени грешник, подсећајући – неповољно – на другу Сиодмакову костимирану мелодраму. Године 1961, L'affaire Nina B, са Пјером Брасером и Нађом Тилер (поново), вратила је Сиодмака на позната тла у углађеном, црно-белом трилеру о плаћеном ловцу на нацисте, за који би се могло тврдити да је почетак многих шпијунских филмова тако популарних 1960-их. Године 1962, забавни филм Бекство из источног Берлина, са Доном Марејем и Кристин Кауфман, имао је сав карактеристичан стил Сиодмаковог трилера, али је он касније одбацио као нешто што је направио за „малу децу у Америци“. Његов рад у Немачкој вратио се програмерима попут оних који су његову каријеру започели у Холивуду 23 године раније. Од 1964. до 1965. снимио је серију филмова са бившим Тарзаном Лексом Баркером: Пуцањ, Благо Астека и Пирамида бога Сунца, све преузете из вестерн, авантуристичких романа Карла Маја.

## Каснија каријера
Сиодмаков повратак холивудском филмском стваралаштву 1967. са вестерном на широком екрану Custer of the West био је још једно разочарење, јер је добио углавном негативне критике од критичара и није успео да изазове привлачност на благајнама. Сиодмак је завршио своју каријеру са шесточасовним, дводелним епом о тоги и кочијама, Kampf um Rom (1968), више кампањивим делом (можда намерно) него што је то била Жена Кобра. Дошло је до кратког и профитабилног продора на телевизију у Уједињеном Краљевству са серијом ОСС (1957–58). Сиодмак је последњи пут јавно виђен у интервјуу за швајцарску телевизију у свом дому у Аскони 1971. године.
Умро је сам 1973. у Локарну од срчаног удара, седам недеља након смрти његове жене.
Британски филмски институт одржао је ретроспективу његове каријере у априлу и мају 2015. године.

## Филмографија
- People on Sunday (1930)
- Der Kampf mit dem Drachen oder: Die Tragödie des Untermieters (1930, краткометражни филм)
- Farewell (1930)
- The Man in Search of His Murderer (1931)
- Inquest (Немачки језик, 1931)
  - About an Inquest (Француски језик, 1931)
- Storms of Passion (Немачки језик, 1932)
  - Tumultes (Француски језик, 1932)
- Quick (Немачки језик, 1932)
  - Quick (Француски језик, 1932)
- The Burning Secret (1933)
- The Weaker Sex (1933)
- The Crisis is Over (1934)
- La Vie parisienne (Француски језик, 1936)
  - Parisian Life (English-language, 1936)
- Le Grand Refrain (co-director: Yves Mirande, 1936)
- Compliments of Mister Flow (1936)
- White Cargo (1937)
- Mollenard (1938)
- Ultimatum (1938, коредитељ са Робертом Винеом, непотписан)
- Personal Column (1939)
- West Point Widow (1941)
- Fly-by-Night (1942)
- My Heart Belongs to Daddy (1942)
- The Night Before the Divorce (1942)
- Someone to Remember (1943)
- Son of Dracula (1943)
- Phantom Lady (1944)
- Cobra Woman (1944)
- Christmas Holiday (1944)
- The Suspect (1944)
- The Strange Affair of Uncle Harry (1945)
- The Spiral Staircase (1945)
- The Killers (1946)
- The Dark Mirror (1946)
- Time Out of Mind (1947)
- Cry of the City (1948)
- Criss Cross (1948)
- The Great Sinner (1949)
- The File on Thelma Jordon (1949)
- Deported (1950)
- The Whistle at Eaton Falls (1951)
- The Crimson Pirate (1952)
- Flesh and the Woman (1954)
- Die Ratten (1955)
- My Father, the Actor (1956)
- The Devil Strikes at Night (1957)
- O.S.S. (1957–1958, ТВ серија, 4 епизоде)
- Dorothea Angermann (1959)
- The Rough and the Smooth (1959)
- Magnificent Sinner (1959)
- My Schoolfriend (1960)
- The Nina B. Affair (1961)
- Escape from East Berlin (1962)
- The Shoot (1964)
- The Treasure of the Aztecs (1965)
- The Pyramid of the Sun God (1965)
- Custer of the West (1967)
- Kampf um Rom I (1968)
- Kampf um Rom II (1969)